# Bergsjö
Bergsjö es una localidad sueca (tätort), sede del municipio de Nordanstig, en la provincia de Gävleborg y la provincia histórica de Hälsingland. Tenía una población de 1335 habitantes en 2023, en un área de 1,84 km². Se encuentra localizada unos 30 kilómetros al norte de Hudiksvall.

## Demografía
| 782                                                 | 771 | 819 | 1143 | 1383 | 1470 | 1479 | 1396 | 1291 | 1243 | 1266 | 1292 |
| (Fuente: Oficina Central de Estadísticas de Suecia) |     |     |      |      |      |      |      |      |      |      |      |